# Le Journal intime de David Holzman
Pour plus de détails, voir Fiche technique et Distribution.
Le Journal intime de David Holzman (David Holzman's Diary) est un film américain réalisé par Jim McBride, sorti en 1967.

## Synopsis
Un aspirant réalisateur, David Holzman, filme sa vie.

## Fiche technique
- Titre : Le Journal intime de David Holzman
- Titre original : David Holzman's Diary
- Réalisation : Jim McBride
- Scénario : Jim McBride
- Photographie : Michael Wadleigh
- Montage : Jim McBride
- Production : Jim McBride
- Société de distribution : Baba Yaga Distribution (France) et Lorber Films (États-Unis)
- Pays de production :  États-Unis
- Genre : Comédie dramatique
- Durée : 74 minutes
- Dates de sortie : 
  - Allemagne : 1967 (festival international du film de Mannheim-Heidelberg)
  - États-Unis : 14 mars 1973
  - France : 29 janvier 1975

## Distribution
- L. M. Kit Carson : David Holzman
- Eileen Dietz : Penny Wohl
- Lorenzo Mans : Pepe
- Louise Levine : Sandra

## Distinctions
Le film a été inscrit au National Film Registry en 1991.